# Arthur Fiedler
Arthur Fiedler, född 17 december 1894 i Boston i USA, död 10 juli 1979 i Brookline strax utanför Boston, var en amerikansk dirigent och orkesterledare. Under nästan femtio år ledde han orkestern Boston Pops.
Fiedler studerade först musik för sin far, Emanuel Fiedler, som var violinist vid Bostons symfoniorkester (BSO). Familjen bodde 1911-1915 i Berlin och sonen fortsatte där sin utbildning vid Berlins konservatorium, där han studerade violin, kammarmusik och dirigering. Återkommen till USA 1915 blev han själv violinist och pianist vid BSO. Han startade 1924 en kammarorkester med medlemmar ut symfoniorkestern.
1930 tog Arthur Fiedler över ledningen för Boston Pops. Denna orkester, grundad 1885 och fortfarande aktiv 2022, består huvudsakligen av medlemmar i symfoniorkestern. Med Fiedler som ledare blev repertoaren lättare och kom att bestå av både klassisk musik och populärmusik. Man lockade därmed en ny publik men drog också på sig mycket kritik från musiker och musikkritiker.
Boston Pops under Fiedler blev sin tids mest populära konsertorkester i USA. Man gjorde mängder av radiokonserter, skivinspelningar och turnéer. Inkomsterna från Boston Pops kunde därmed också bidra till BSO:s verksamhet. Musiken spelades flitigt också i Sveriges Radio, oftast under namnet Bostons promenadorkester.
Arthur Fiedler mottog 1977 USA:s främsta civila utmärkelse, Presidentens frihetsmedalj.
Fiedler var sedan barndomen mycket intresserad av brandkårer. Under sina många turnéer blev det tradition att han skulle utnämnas till hedersbrandchef. När han besökte Malmö 1964 fick han således denna hederstitel vid Malmö brandkår. Totalt blev han hedersbrandman i 270 städer.